# Matthias Lehmann
Matthias Lehmann (Ulm, 28 maggio 1983) è un ex calciatore tedesco, di ruolo centrocampista.

## Palmarès

### Club

#### Competizioni nazionali
- 2. Fußball-Bundesliga: 2

Colonia: 2013-2014, 2018-2019